# Polska Lewica
Polska Lewica (PL) – polska lewicowa partia polityczna, założona przez byłego premiera RP Leszka Millera po opuszczeniu przez niego Sojuszu Lewicy Demokratycznej.

## Historia
Po opuszczeniu przez Leszka Millera Sojuszu Lewicy Demokratycznej, w wyniku braku zgody kierownictwa partii na umieszczenie go na liście wyborczej Lewicy i Demokratów do Sejmu w wyborach parlamentarnych w 2007, ogłosił on 20 września tego samego roku start z listy Samoobrony RP i powołanie nowej partii pod nazwą „Polska Lewica”. Podczas konferencji zaprezentowane zostało także logo tej formacji. Dzień później złożono wniosek o rejestrację partii.
Pierwszy kongres Polskiej Lewicy odbył się 5 stycznia 2008, uchwalono na nim statut ugrupowania i wybrano Leszka Millera na przewodniczącego. Oficjalną młodzieżówką partii zostało stowarzyszenie Młoda Polska Lewica. Po kilku tygodniach (8 lutego) Polska Lewica została zarejestrowana przez Sąd Okręgowy w Warszawie. 25 maja tego samego roku I Zgromadzenie Krajowe partii dokonało wyboru przewodniczącego – został nim Leszek Miller, który spośród możliwych 230 głosów uzyskał 215.
Polska Lewica wystawiła kandydata w wyborach uzupełniających do Senatu w okręgu krośnieńskim, zarządzonych po śmierci senatora Andrzeja Mazurkiewicza z PiS. Był nim Tadeusz Kaleniecki, który uzyskał 993 głosy, zajmując 7. miejsce spośród 12 kandydatów.
20 marca 2009 Polska Lewica podpisała porozumienie o współpracy z Sojuszem Lewicy Demokratycznej, jednak jej działacze nie wystartowali z list tej partii w wyborach do Parlamentu Europejskiego.
9 stycznia 2010 partię opuścił jej założyciel Leszek Miller, który podjął decyzję o powrocie do SLD. Część działaczy Polskiej Lewicy także przystąpiła do Sojuszu. 27 lutego tego samego roku na II Zgromadzeniu Krajowym ugrupowania wybrano jego nowe władze, na przewodniczącego został wybrany Jacek Zdrojewski (od momentu odejścia Leszka Millera p.o. przewodniczącego).
Polska Lewica nie poparła żadnego kandydata w wyborach prezydenckich w 2010. 4 sierpnia tego samego roku zawarła porozumienie o współpracy z Socjaldemokracją Polską i Unią Lewicy III RP. W wyborach samorządowych w 2010 partie te utworzyły Koalicyjny Komitet Wyborczy „Lewica”, który wystawił m.in. listy do sejmików w 8 województwach, nie osiągając w żadnym progu wyborczego. Z ramienia komitetu „Ruch Społeczny Wrocławianie” wiceprzewodnicząca Polskiej Lewicy Anna Orzeł kandydowała na prezydenta Wrocławia, zajmując 7. miejsce spośród 9 kandydatów (uzyskała 0,57% głosów).
W wyniku zatrzymania przez CBA Jacek Zdrojewski zrezygnował w kwietniu 2011 z kierowania Polską Lewicą i zawiesił swoje członkostwo w ugrupowaniu, a jego obowiązki przejął tymczasowo Andrzej Łaszczyk. Po kilku dniach (16 kwietnia) odbyło się III Zgromadzenie Krajowe partii, na którym Jacek Zdrojewski został jednak ponownie wybrany na przewodniczącego.
W wyborach parlamentarnych w 2011 partia nie wzięła udziału. 12 października 2013 współtworzyła Porozumienie Społeczne „Zmiana” wraz z Polską Partią Socjalistyczną, Partią Regionów, stowarzyszeniem Ruch Ludzi Pracy oraz Związkiem Zawodowym Rolnictwa i Obszarów Wiejskich „Regiony”. PPS (która weszła w sojusz z Partią Zieloni) została potem zastąpiona w „Zmianie” przez Partię Emerytów Rencistów RP. Organizacje „Zmiany” nie brały udziału w wyborach do Parlamentu Europejskiego w 2014.
W wyborach samorządowych w 2014 PL związana była z koalicją SLD Lewica Razem. W kampanii przed wyborami prezydenckimi w 2015 Polska Lewica aktywnie wspierała kandydaturę wicemarszałek Sejmu Wandy Nowickiej (reprezentującej Unię Pracy), która jednak nie zebrała wymaganej liczby podpisów. 18 kwietnia tego samego roku ugrupowanie podpisało porozumienie programowe pod nazwą „Alternatywa dla Polski” z Partią Regionów i powstającą partią Zmiana. Przed wyborami parlamentarnymi w tym samym roku PL powołała koalicyjny komitet pod nazwą „Zjednoczona Lewica” (konkurencyjny wobec ZL skupionej wokół SLD i Twojego Ruchu) wraz z SDPL oraz Wolnością i Równością (dawną Unią Lewicy), który jednak wycofał się ze startu przed wyborami. Polska Lewica wezwała do głosowania na kandydatów Partii Razem. W styczniu 2016 działalność koalicji PL z SDPL i WiR została wznowiona. Ponadto PL nawiązała kontakty z Komunistyczną Partią Polski.
W wyborach samorządowych w 2018 PL była, tym razem formalnie, członkiem koalicji SLD LR. W wyborach do Parlamentu Europejskiego w 2019 partia nie wystartowała, jednak wspólnie z UP (startującą w ramach Lewicy Razem) i RLP zajęła stanowisko krytykujące udział SLD w Koalicji Europejskiej. W wyborach parlamentarnych w 2019 (przed którymi weszła w sądowe konfrontacje z SLD) partia wystawiła troje kandydatów do Senatu – Kazimierza Klimka (należącego formalnie do SLD) w okręgu nr 2, swojego wiceprzewodniczącego Józefa Lewandowskiego w okręgu nr 13 oraz bezpartyjną radną Warszawy Monikę Jaruzelską w okręgu nr 43. Zajęli oni ostatnie miejsca w okręgach. W wyborach prezydenckich w 2020 Polska Lewica aktywnie wsparła kandydaturę przewodniczącego UP Waldemara Witkowskiego. W wyborach parlamentarnych w 2023 oraz w wyborach w 2024 (samorządowych i europejskich) nie wzięła udziału.

## Przewodniczący partii
- od 5 stycznia 2008 do 9 stycznia 2010 – Leszek Miller
- od 9 stycznia 2010 (do 27 lutego 2010 jako p.o.) do 8 kwietnia 2011 – Jacek Zdrojewski
- od 8 kwietnia 2011 do 16 kwietnia 2011 – Andrzej Łaszczyk (p.o.)
- od 16 kwietnia 2011 – Jacek Zdrojewski